# デブッタンテ
『デブッタンテ』は、TBSラジオで2014年4月6日から2016年9月24日まで、毎週日曜日早朝（土曜日深夜）に放送されたラジオ番組である。

## 概要
この番組では、2組のラジオレギュラー未経験がラジオを学びながらトークセンスを磨くもので、30分枠を2つ、合わせて60分のラジオ番組。
なお、番組タイトルの由来は、イタリア語で初舞台を踏む人（伊：debutant）を意味する。
番組開始当初はハライチ、うしろシティの順番だったが、2014年5月25日早朝（24日深夜）放送回でうしろシティのスタジオ入りが早かったという理由から順番を入れ替えて以降は、うしろシティ、ハライチの順番となっている。番組エンディングには2組4人によるトークが行われる。
番組収録は毎週火曜日に行われており、収録現場には同曜日に『爆笑問題カーボーイ』の収録を行う爆笑問題が姿を見せることがある。2014年5月18日早朝（17日深夜）放送回には太田光がハライチパートに乱入という形で出演した。
2014年8月3日には夏サカス2014で公開収録イベントが開催され、その模様の一部は翌週の10日早朝（9日深夜）放送回で放送された。
2015年4月5日より、放送時間が1時間繰り下がるが、この時点ではネット局での時差ネットは行っていなかったため（2016年4月から解禁）、同時ネットで放送枠移動しなかった放送局はネットを取りやめていた。
2016年9月24日、最終回。以後、うしろシティ、ハライチはそれぞれ木・金曜の0時台（水・木曜深夜）に新レギュラー番組「うしろシティ 星のギガボディ」「ハライチのターン!」を開始した。この番組同様に毎週、収録による放送形態を取っているほか、一部のコーナーが引き継がれた。

## 放送時間
- 毎週日曜 3:00 - 4:00→4:00 - 5:00（土曜深夜）

## パーソナリティ
- うしろシティ
- ハライチ

## ネット局
2015年4月5日以降。☆は同日からネット開始、★は遅れネット、無印は放送開始からのネット局。
- TBSラジオ
- 秋田放送
- IBC岩手放送☆
- 山形放送（2016年4月3日開始）
- ラジオ福島
- 北陸放送
- 福井放送（2015年10月3日開始）
- 静岡放送
- 和歌山放送☆
- 西日本放送☆
- 長崎放送★（2016年4月3日開始、土曜18:00 - 19:00に放送。この局のみ、2016年9月17日放送分が最終回となる。）
- 熊本放送☆

### 過去のネット局
- 青森放送（2015年3月29日終了）
- 中国放送（2015年3月29日終了）
- 山陽放送（2015年3月29日終了）※2014年11月は放送局の新施設点検準備のため放送休止
- RKB毎日放送（2015年9月28日終了）
- 琉球放送（2015年3月29日終了）

## テーマソング
- オープニング
  - 熊蜂の飛行（→Pia-no-jaC←）
- エンディング
  - Hot Pants（Gert Wilden）